# 具志川島
具志川島（ぐしかわじま）は、沖縄県島尻郡伊是名村字諸見に属する無人島である。地元住民には「グシチャー」とも呼ばれている。

## 地理
伊是名島の北西約2kmに位置し、面積0.47km2、周囲約4.2 km、標高28m の東西に細長い隆起サンゴ礁島である。東側の岬が東崎（あがりさき）、西側の岬がユウギ崎と呼ばれる。島の周囲は、サンゴ礁がよく発達している。島内は松林に覆われており、この他に浜辺から島内部まで野生のタバコが良く生育している。
島の北東岸に岩盤からの湧水があった。この湧水は大川と呼ばれ島内唯一の水源とされるが、かつてはこの他にも茶川などの別の水源もあったと伝わる。ウサギや山羊が野生している。

## 歴史
「伊是名村誌」によれば、1880年（明治13年）時点で、人口24人の記録がある。1930年（昭和5年）に伊是名村立具志川島小学校が開校している。第二次世界大戦後には人口が急増し、人口100人を超えたこともあったとされる。この人口増に応じ、1952年（昭和27年）に伊是名村立伊是名中学校具志川島分校が設置され、1957年（昭和32年）には、既存の小学校と合併され伊是名村立具志川島小中学校となった。
しかし、急激に増加した人口も1955年（昭和30年）頃から一転、急激な人口減となり1960年（昭和35年）の国勢調査時点での人口は31人であった。この人口減の結果、1964年（昭和39年）に中学校は伊是名島側の伊是名中学校に統合され閉校した。小学校は、伊是名村立具志川島小学校として存続したものの、1966年（昭和41年）の児童数は8名、へき地等級は5級であった。1969年（昭和44年）に伊是名村立伊是名小学校の分校（具志川島分校）扱いとなり、翌1970年（昭和45年）に閉校した。
小学校の閉校した1970年は、具志川島が無人島となった年でもあり、同年に残っていた最後の住民1世帯9名が伊是名島に移住し、具志川島は無人島化した。小学校については、無人島化に伴い閉校したともされるが、小学校の閉校は1969年時点で決定しており、この時具志川島に居住していた2世帯が伊是名村より伊是名島への移住勧告を受けていることが報道されている。この2世帯のうち、1世帯は1969年秋に移住し、残る1世帯が先述の通り1970年に移住して無人島となった。
有人島時代にも定期航路が存在せず、島民は自家用船を使って伊是名島に渡っており、加えて島内には病院などが存在しなかったことから生活は厳しかったとされる。
集落は島の東側に存在しており、現在でも廃校となった伊是名小学校の分校や島民が生活していた集落跡が残存している。しかし、これらの集落跡は灌木や藪に覆われており、実際に2018年（平成28年）に具志川島を訪れた『幻島図鑑』の著者・清水浩史は、島の西側から集落跡を目指したものの、生い茂る灌木に阻まれ、集落跡への訪問を断念している。この他に、2012年（平成24年）7月に具志川島を訪れた『日本廃村百選 - ムラはどうなったのか』の著者・浅原昭生は、伊是名村立具志川島小学校の鉄筋ブロック製の廃校跡を訪れている。
かつて島西部には、発達した砂丘が存在したが、無人島化した後の1975年（昭和50年）に開催された沖縄国際海洋博覧会で使用する為に、この砂丘の砂が大量に採取されてしまい、島西側の地形は大きく変わってしまったとされる。砂丘が大きく減少したため、島西部の海岸線は台風などによって大きく変化するようになったとされる。この砂採取の際に島の北岸に桟橋が建設されており、2018年時点で損壊しながらも現存している。
2016年（平成28年）には、具志川島周辺の海に国内最大級のハナヤサイサンゴ属に属するサンゴの大群落が発見された。

### 遺跡
1960年代に貝塚が発見され、それ以降発掘調査が続けられた結果、人骨と土器、装身具等が島内の数か所で多数出土した。これら遺跡群は具志川島遺跡群と呼ばれる。1976年（昭和51年）以降、12回にわたる発掘調査が行われており、岩立（シーダチ）遺跡からは県内で初めて約2000年前の貝の装身具を着装した貝装人骨、また岩立遺跡西区では彫刻を施した貝殻の装身具（イモガイ貝製品）と約3000年以上前の人骨数体、そして岩陰での生活跡（炉の跡、焼石遺構、貝殻）が見つかった。

## アクセス
定期航路は存在しない。伊是名島・内花港から渡し船をチャーターして渡ることができる。